# Louis Krug von Nidda
Louis Krug von Nidda (* 25. Januar 1821 in Sangerhausen; † 23. August 1902 in Berlin) war ein preußischer Stabsoffizier sowie Mitglied des Reichstags des Deutschen Kaiserreichs.

## Leben
Louis Krug von Nidda entstammte dem hessischen Adelsgeschlecht Krug von Nidda. Er besuchte das Kadettenkorps und diente von 1838 bis 1865 im 8. Ulanenregiment der Preußischen Armee. Im Deutsch-Französischen Krieg 1870/71 war er stellvertretender Chef des Stabes des Generalgouvernements in Versailles. Sein letzter Dienstgrad war Oberstleutnant.
Von 1885 bis 1887 war er Reichstagsabgeordneter für den Wahlkreis Arnsberg 7 (Hamm, Soest) und die Deutschkonservative Partei.